# Kresilke
Kresilke (znanstveno ime Fomes) so rod gliv iz družine luknjark (Polyporaceae).

## Seznam kresilk Slovenije[2]
- bukova kresilka (Fomes fomentarius)